# Hiatus Kaiyote
Hiatus Kaiyote je australská neo soulová hudební skupina. Vznikla v roce 2011 v Melbourne a hraje ve čtyřčlenné sestavě. Své první album nazvané Tawk Tomahawk kapela vydala v roce 2012. V roce 2013 byla skupina za píseň „Nakamarra“ z debutové desky nominována na cenu Grammy. Roku 2014 vyšlo EP By Fire a v roce 2015 pak druhé řadové album Choose Your Weapon.

## Diskografie
- Tawk Tomahawk (2012)
- Choose Your Weapon (2015)
- Mood Valiant (2021)
- Love Heart Cheat Code (2024)